# Estação Buenos Aires (Argentina)
Estação Buenos Aires é um terminal ferroviário da cidade de Buenos Aires pertencente ao Ferrocarril General Manuel Belgrano em seu trecho urbano Sur.
Se encontra próxima ao Rio Matanza-Riachuelo, no bairro porteño de Barracas, um bairro residencial ao sul da cidade.
Apesar de possuir o nome da cidade, esta estação não é a principal estação ferroviária de Buenos Aires.
Seus destinos são em sua maioria, localidades situadas em Buenos Aires, La Matanza, terminanado a linha na estação González Catán.
A estação é acessível apenas pelas linhas de ônibus, sendo a única da cidade que não pode ser acessada pelo sistema de metrô.

## História
Aberta ao público em 7 de dezembro de 1911, pertencia ao ramal sul que se estendia por 246 km até a então estação terminal Patricios na cidade de Nueve de Julio, e pertenciam a Compañía General de Ferrocarriles en la Provincia de Buenos Aires.
Em meados de 2007, a concessionária provisória UGOFE operava trens diesel desde o oeste e sul da Grande Buenos Aires pelo ramal.